# 康慨
康慨（1985年4月—），生于中国辽宁，锡伯族。2003年考入北京大学元培实验班，现任中南博集天卷读行者图书主编。2013年出版小说《青春，我们逃无可逃》。

## 简介
曾在全国物理竞赛中获奖，2003年考入北京大学元培实验班。上大学时被人称作雅痞。现任博集天卷读行者图书主编

## 作品
编辑作品有：史铁生著《病隙碎笔》、《记忆与印象》，陈希米著《让“死”活下去》，岳南著《南渡北归》，凌志军著《重生手记》等。
出版作品有：《青春，我们逃无可逃》